# Lista amerykańskich senatorów ze stanu Vermont
Lista amerykańskich senatorów ze stanu Vermont – senatorzy wybrani ze stanu Vermont.
Stan Vermont został włączony do Unii 4 marca 1791 roku. Posiada prawo do mandatów senatorskich 1. i 3. klasy. Do 8 kwietnia 1913 roku (ratyfikowania 17. poprawki do Konstytucji) senatorowie byli wybierani przez stanowy parlament. Od tego czasu wybierani są w wyborach powszechnych.

## 1. Klasa
| Lp.   | Imię i nazwisko      | Imię i nazwisko                                     | Od                                                       | Do                   | Partia                                       | Kadencja | Uwagi |
| ----- | -------------------- | --------------------------------------------------- | -------------------------------------------------------- | -------------------- | -------------------------------------------- | --- | --- |
| 1     | Moses Robinson       |                                                     | 17 października 1791                                     | 15 października 1796 | Partia Demokratyczno-Republikańska           | 1 | Wybrany w 1791 Zrezygnował w trakcie trwania kadencji w 1796                                                       |
| Wakat | Wakat                | Wakat                                               | 15 października 1796                                     | 18 października 1796 |                                              | 1 | |
| 2     | Isaac Tichenor       |                                                     | 18 października 1796                                     | 17 października 1797 | Partia Federalistyczna                       | 1 | Wybrany do dokończenia kadencji w wyborach specjalnych w 1796                                                      |
| 2     | Isaac Tichenor       | 2                                                   | 18 października 1796                                     | 17 października 1797 | Partia Federalistyczna                       | Wybrany na pełną, 6-letnią kadencję w 1796 Zrezygnował w trakcie trwania kadencji, by objąć urząd gubernatora Vermontu | |
| 3     | Nathaniel Chipman    | 2                                                   |                                                          | 17 października 1797 | 4 marca 1803                                 | Partia Federalistyczna                                                                                                 | Wybrany do dokończenia kadencji w wyborach specjalnych w 1797 Przegrał wybory w 1803                               |
| 4     | Israel Smith         |                                                     | 4 marca 1803                                             | 1 października 1807  | Partia Demokratyczno-Republikańska           | 3 | Wybrany w 1802 lub 1803 Zrezygnował w trakcie trwania kadencji, by objąć urząd gubernatora Vermontu                |
| Wakat | Wakat                | Wakat                                               | 1 października 1807                                      | 10 października 1807 |                                              | 3 | |
| 5     | Jonathan Robinson    |                                                     | 10 października 1807                                     | 4 marca 1815         | Partia Demokratyczno-Republikańska           | 3 | Wybrany do dokończenia kadencji w wyborach specjalnych w 1807                                                      |
| 5     | Jonathan Robinson    | 4                                                   | 10 października 1807                                     | 4 marca 1815         | Partia Demokratyczno-Republikańska           | Reelekcja w 1809 Nie starał się o reelekcję w 1814                                                                     | |
| 6     | Isaac Tichenor       |                                                     | 4 marca 1815                                             | 4 marca 1821         | Partia Federalistyczna                       | 5 | Wybrany w 1814 Nie starał się o reelekcję w 1820                                                                   |
| 7     | Horatio Seymour      |                                                     | 4 marca 1821                                             | 4 marca 1833         | Partia Demokratyczno-Republikańska (do 1824) | 6 | Wybrany w 1820 |
| 7     | Horatio Seymour      | National Republican Party (późniejsza Partia Wigów) | 4 marca 1821                                             | 4 marca 1833         | 7                                            | Reelekcja w 1826 Nie starał się o reelekcję w 1832, by wystartować w wyborach na gubernatora Vermontu                  | |
| 8     | Benjamin Swift       |                                                     | 4 marca 1833                                             | 4 marca 1839         | Partia Wigów                                 | 8 | Wybrany w 1833 Nie starał się o reelekcję w 1839                                                                   |
| 9     | Samuel S. Phelps     |                                                     | 4 marca 1839                                             | 4 marca 1851         | Partia Wigów                                 | 9 | Wybrany w 1839 |
| 9     | Samuel S. Phelps     | 10                                                  | 4 marca 1839                                             | 4 marca 1851         | Partia Wigów                                 | Reelekcja w 1845 Przegrał wybory w 1850                                                                                | |
| 10    | Solomon Foot         |                                                     | 4 marca 1851                                             | 28 marca 1866        | Partia Wigów (do 1854)                       | 11 | Wybrany w 1850 |
| 10    | Solomon Foot         | Partia Republikańska                                | 4 marca 1851                                             | 28 marca 1866        | 12                                           | Reelekcja w 1856 | |
| 10    | Solomon Foot         | Partia Republikańska                                | 4 marca 1851                                             | 28 marca 1866        | 13                                           | Reelekcja w 1862 Zmarł w trakcie pełnienia urzędu w 1866                                                               | |
| Wakat | Wakat                | Wakat                                               | 28 marca 1866                                            | 3 kwietnia 1866      |                                              | 13 | |
| 11    | George F. Edmunds    |                                                     | 3 kwietnia 1866                                          | 1 listopada 1891     | Partia Republikańska                         | 13 | Mianowany do kontynuowania kadencji w 1866 Wybrany do dokończenia kadencji w wyborach specjalnych w 1866           |
| 11    | George F. Edmunds    | 14                                                  | 3 kwietnia 1866                                          | 1 listopada 1891     | Partia Republikańska                         | Reelekcja w 1868 | |
| 11    | George F. Edmunds    | 15                                                  | 3 kwietnia 1866                                          | 1 listopada 1891     | Partia Republikańska                         | Reelekcja w 1874 | |
| 11    | George F. Edmunds    | 16                                                  | 3 kwietnia 1866                                          | 1 listopada 1891     | Partia Republikańska                         | Reelekcja w 1880 | |
| 11    | George F. Edmunds    | 17                                                  | 3 kwietnia 1866                                          | 1 listopada 1891     | Partia Republikańska                         | Reelekcja w 1886 Zrezygnował w trakcie trwania kadencji w 1891                                                         | |
| 12    | Redfield Proctor     | 17                                                  |                                                          | 2 listopada 1891     | 4 marca 1908                                 | Partia Republikańska                                                                                                   | Mianowany do kontynuowania kadencji w 1891 Wybrany do dokończenia kadencji w wyborach specjalnych w 1892           |
| 12    | Redfield Proctor     | 18                                                  | Wybrany na pełną, 6-letnią kadencję w 1892               | 2 listopada 1891     | 4 marca 1908                                 | Partia Republikańska                                                                                                   | |
| 12    | Redfield Proctor     | 19                                                  | Reelekcja w 1898                                         | 2 listopada 1891     | 4 marca 1908                                 | Partia Republikańska                                                                                                   | |
| 12    | Redfield Proctor     | 20                                                  | Reelekcja w 1904 Zmarł w trakcie pełnienia urzędu w 1908 | 2 listopada 1891     | 4 marca 1908                                 | Partia Republikańska                                                                                                   | |
| Wakat | Wakat                | Wakat                                               | 4 marca 1908                                             | 24 marca 1908        |                                              | 20 | |
| 13    | John Wolcott Stewart |                                                     | 24 marca 1908                                            | 21 października 1908 | Partia Republikańska                         | 20 | Mianowany do kontynuowania kadencji w 1908 Zrezygnował po wyborze następcy                                         |
| 14    | Carroll S. Page      |                                                     | 21 października 1908                                     | 4 marca 1923         | Partia Republikańska                         | 20 | Wybrany do dokończenia kadencji w wyborach specjalnych w 1908                                                      |
| 14    | Carroll S. Page      | 21                                                  | 21 października 1908                                     | 4 marca 1923         | Partia Republikańska                         | Reelekcja w 1910 | |
| 14    | Carroll S. Page      | 22                                                  | 21 października 1908                                     | 4 marca 1923         | Partia Republikańska                         | Reelekcja w 1916 Nie starał się o reelekcję w 1922                                                                     | |
| 15    | Frank L. Greene      |                                                     | 4 marca 1923                                             | 17 grudnia 1930      | Partia Republikańska                         | 23 | Wybrany w 1922 |
| 15    | Frank L. Greene      | 24                                                  | 4 marca 1923                                             | 17 grudnia 1930      | Partia Republikańska                         | Reelekcja w 1928 Zmarł w trakcie pełnienia urzędu w 1930                                                               | |
| Wakat | Wakat                | Wakat                                               | 17 grudnia 1930                                          | 23 grudnia 1930      |                                              | 24 | |
| 16    | Frank C. Partridge   |                                                     | 23 grudnia 1930                                          | 31 marca 1931        | Partia Republikańska                         | 24 | Mianowany do kontynuowania kadencji w 1931 Przegrał prawybory w wyborach specjalnych o dokończenie kadencji w 1931 |
| 17    | Warren Austin        |                                                     | 1 kwietnia 1931                                          | 2 sierpnia 1946      | Partia Republikańska                         | 24 | Wybrany do dokończenia kadencji w wyborach specjalnych w 1931                                                      |
| 17    | Warren Austin        | 25                                                  | 1 kwietnia 1931                                          | 2 sierpnia 1946      | Partia Republikańska                         | Reelekcja w 1934 | |
| 17    | Warren Austin        | 26                                                  | 1 kwietnia 1931                                          | 2 sierpnia 1946      | Partia Republikańska                         | Reelekcja w 1940 Zrezygnował w trakcie trwania kadencji, by objąć funkcję Ambasadora USA przy ONZ                      | |
| Wakat | Wakat                | Wakat                                               | 2 sierpnia 1946                                          | 1 listopada 1946     |                                              | 26 | |
| 18    | Ralph Flanders       |                                                     | 1 listopada 1946                                         | 3 stycznia 1959      | Partia Republikańska                         | 26 | Mianowany do dokończenia kadencji w 1946                                                                           |
| 18    | Ralph Flanders       | 27                                                  | 1 listopada 1946                                         | 3 stycznia 1959      | Partia Republikańska                         | Wybrany w 1946 | |
| 18    | Ralph Flanders       | 28                                                  | 1 listopada 1946                                         | 3 stycznia 1959      | Partia Republikańska                         | Reelekcja w 1952 Nie starał się o reelekcję w 1958                                                                     | |
| 19    | Winston L. Prouty    |                                                     | 3 stycznia 1959                                          | 10 września 1971     | Partia Republikańska                         | 29 | Wybrany w 1958 |
| 19    | Winston L. Prouty    | 30                                                  | 3 stycznia 1959                                          | 10 września 1971     | Partia Republikańska                         | Reelekcja w 1964 | |
| 19    | Winston L. Prouty    | 31                                                  | 3 stycznia 1959                                          | 10 września 1971     | Partia Republikańska                         | Reelekcja w 1970 Zmarł w trakcie pełnienia urzędu w 1971                                                               | |
| Wakat | Wakat                | Wakat                                               | 10 września 1971                                         | 16 września 1971     |                                              | 31 | |
| 20    | Robert Stafford      |                                                     | 16 września 1971                                         | 3 stycznia 1989      | Partia Republikańska                         | 31 | Mianowany do kontynuowania kadencji w 1971 Wybrany do dokończenia kadencji w wyborach specjalnych w 1972           |
| 20    | Robert Stafford      | 32                                                  | 16 września 1971                                         | 3 stycznia 1989      | Partia Republikańska                         | Reelekcja w 1976 | |
| 20    | Robert Stafford      | 33                                                  | 16 września 1971                                         | 3 stycznia 1989      | Partia Republikańska                         | Reelekcja w 1982 Nie starał się o reelekcję w 1988                                                                     | |
| 21    | Jim Jeffords         |                                                     | 3 stycznia 1989                                          | 3 stycznia 2007      | Partia Republikańska (do 2001)               | 34 | Wybrany w 1988 |
| 21    | Jim Jeffords         | 35                                                  | 3 stycznia 1989                                          | 3 stycznia 2007      | Partia Republikańska (do 2001)               | Reelekcja w 1994 | |
| 21    | Jim Jeffords         | Niezależny                                          | 3 stycznia 1989                                          | 3 stycznia 2007      | 36                                           | Reelekcja w 2000 Nie starał się o reelekcję w 2006                                                                     | |
| 22    | Bernie Sanders       |                                                     | 3 stycznia 2007                                          | nadal                | Niezależny                                   | 37 | Wybrany w 2006 |
| 22    | Bernie Sanders       | 38                                                  | 3 stycznia 2007                                          | nadal                | Niezależny                                   | Reelekcja w 2012 | |
| 22    | Bernie Sanders       | 39                                                  | 3 stycznia 2007                                          | nadal                | Niezależny                                   | Reelekcja w 2018 | |
| 22    | Bernie Sanders       | 40                                                  | 3 stycznia 2007                                          | nadal                | Niezależny                                   | Reelekcja w 2024 | |

## 3. Klasa
| Lp.   | Imię i nazwisko       | Imię i nazwisko | Od                   | Do                   | Partia                                              | Kadencja                                                                                               | Uwagi |
| ----- | --------------------- | --------------- | -------------------- | -------------------- | --------------------------------------------------- | --- | --- |
| 1     | Stephen R. Bradley    |                 | 17 października 1791 | 4 marca 1795         | Partia Demokratyczno-Republikańska                  | 1 | Wybrany w 1791 Przegrał wybory w 1794 |
| 2     | Elijah Paine          |                 | 4 marca 1795         | 1 września 1801      | Partia Federalistyczna                              | 2 | Wybrany w 1794 |
| 2     | Elijah Paine          | 3               | 4 marca 1795         | 1 września 1801      | Partia Federalistyczna                              | Reelekcja w 1800 Zrezygnował w trakcie trwania kadencji, by objąć funkcję sędziego w sądzie federalnym | |
| Wakat | Wakat                 | Wakat           | 1 września 1801      | 15 października 1801 |                                                     | 3 | |
| 3     | Stephen R. Bradley    |                 | 15 października 1801 | 4 marca 1813         | Partia Demokratyczno-Republikańska                  | 3 | Wybrany do dokończenia kadencji w wyborach specjalnych w 1801                                                                                               |
| 3     | Stephen R. Bradley    | 4               | 15 października 1801 | 4 marca 1813         | Partia Demokratyczno-Republikańska                  | Reelekcja w 1807 Nie starał się o reelekcję w 1813                                                     | |
| 4     | Dudley Chase          |                 | 4 marca 1813         | 3 listopada 1817     | Partia Demokratyczno-Republikańska                  | 5 | Wybrany w 1813 Zrezygnował w trakcie trwania kadencji w 1817                                                                                                |
| 5     | James Fisk            |                 | 4 listopada 1817     | 8 stycznia 1818      | Partia Demokratyczno-Republikańska                  | 5 | Wybrany w 1813 Zrezygnował w trakcie trwania kadencji w 1818                                                                                                |
| Wakat | Wakat                 | Wakat           | 8 stycznia 1818      | 20 października 1818 |                                                     | 5 | |
| 6     | William A. Palmer     |                 | 20 października 1818 | 4 marca 1825         | Partia Demokratyczno-Republikańska                  | 5 | Wybrany do dokończenia kadencji w wyborach specjalnych w 1818                                                                                               |
| 6     | William A. Palmer     | 6               | 20 października 1818 | 4 marca 1825         | Partia Demokratyczno-Republikańska                  | Wybrany na pełną,6-letnią kadencję w 1818 Nie starał się o reelekcję w 1825                            | |
| 7     | Dudley Chase          |                 | 4 marca 1825         | 4 marca 1831         | National Republican Party (późniejsza Partia Wigów) | 7 | Wybrany w 1825 Nie starał się o reelekcję w 1831 |
| 8     | Samuel Prentiss       |                 | 4 marca 1831         | 11 kwietnia 1842     | National Republican Party                           | 8 | Wybrany w 1831 |
| 8     | Samuel Prentiss       | Partia Wigów    | 4 marca 1831         | 11 kwietnia 1842     | 9                                                   | Reelekcja w 1837 Zrezygnował w trakcie trwania kadencji, by objąć funkcję sędziego w sądzie federalnym | |
| Wakat | Wakat                 | Wakat           | 11 kwietnia 1842     | 23 kwietnia 1842     |                                                     | 9 | |
| 9     | Samuel C. Crafts      |                 | 23 kwietnia 1842     | 4 marca 1843         | Partia Wigów                                        | 9 | Mianowany do kontynuowania kadencji w 1842 Wybrany do dokończenia kadencji w wyborach specjalnych w 1842 Nie starał się o reelekcję w 1843                  |
| 10    | William Upham         |                 | 4 marca 1843         | 14 stycznia 1853     | Partia Wigów                                        | 10 | Wybrany w 1843 |
| 10    | William Upham         | 11              | 4 marca 1843         | 14 stycznia 1853     | Partia Wigów                                        | Reelekcja w 1848 Zmarł w trakcie pełnienia urzędu w 1853                                               | |
| Wakat | Wakat                 | Wakat           | 14 stycznia 1853     | 17 stycznia 1853     |                                                     | 11 | |
| 11    | Samuel S. Phelps      |                 | 17 stycznia 1853     | 16 marca 1854        | Partia Wigów                                        | 11 | Mianowany do kontynuowania kadencji w 1853 Pozbawiony urzędu z powodu błędów proceduralnych przy nominacji                                                  |
| Wakat | Wakat                 | Wakat           | 16 marca 1854        | 14 października 1854 |                                                     | 11 | |
| 12    | Lawrence Brainerd     |                 | 14 października 1854 | 4 marca 1855         | Free Soil Party                                     | 11 | Wybrany do dokończenia kadencji w wyborach specjalnych w 1854 Nie starał się o reelekcję w 1855                                                             |
| 13    | Jacob Collamer        |                 | 4 marca 1855         | 9 listopada 1865     | Partia Republikańska                                | 12 | Wybrany w 1855 |
| 13    | Jacob Collamer        | 13              | 4 marca 1855         | 9 listopada 1865     | Partia Republikańska                                | Reelekcja w 1861 Zmarł w trakcie pełnienia urzędu w 1865                                               | |
| Wakat | Wakat                 | Wakat           | 9 listopada 1865     | 21 listopada 1865    |                                                     | 13 | |
| 14    | Luke P. Poland        |                 | 21 listopada 1865    | 4 marca 1867         | Partia Republikańska                                | 13 | Mianowany do kontynuowania kadencji w 1865 Wybrany do dokończenia kadencji w wyborach specjalnych w 1866 Przegrał wybory na pełną, 6-letnią kadencję w 1866 |
| 15    | Justin Smith Morrill  |                 | 4 marca 1867         | 28 grudnia 1898      | Partia Republikańska                                | 14 | Wybrany w 1866 |
| 15    | Justin Smith Morrill  | 15              | 4 marca 1867         | 28 grudnia 1898      | Partia Republikańska                                | Reelekcja w 1872                                                                                       | |
| 15    | Justin Smith Morrill  | 16              | 4 marca 1867         | 28 grudnia 1898      | Partia Republikańska                                | Reelekcja w 1878                                                                                       | |
| 15    | Justin Smith Morrill  | 17              | 4 marca 1867         | 28 grudnia 1898      | Partia Republikańska                                | Reelekcja w 1884                                                                                       | |
| 15    | Justin Smith Morrill  | 18              | 4 marca 1867         | 28 grudnia 1898      | Partia Republikańska                                | Reelekcja w 1890                                                                                       | |
| 15    | Justin Smith Morrill  | 19              | 4 marca 1867         | 28 grudnia 1898      | Partia Republikańska                                | Reelekcja w 1896 Zmarł w trakcie pełnienia urzędu w 1898                                               | |
| Wakat | Wakat                 | Wakat           | 28 grudnia 1898      | 11 stycznia 1899     |                                                     | 19 | |
| 16    | Jonathan Ross         |                 | 11 stycznia 1899     | 18 października 1900 | Partia Republikańska                                | 19 | Mianowany do kontynuowania kadencji w 1899 Zrezygnował po wyborze następcy                                                                                  |
| 17    | William P. Dillingham |                 | 18 października 1900 | 23 lipca 1923        | Partia Republikańska                                | 19 | Wybrany do dokończenia kadencji w wyborach specjalnych w 1900                                                                                               |
| 17    | William P. Dillingham | 20              | 18 października 1900 | 23 lipca 1923        | Partia Republikańska                                | Reelekcja w 1902 lub 1903                                                                              | |
| 17    | William P. Dillingham | 21              | 18 października 1900 | 23 lipca 1923        | Partia Republikańska                                | Reelekcja w 1908 lub 1909                                                                              | |
| 17    | William P. Dillingham | 22              | 18 października 1900 | 23 lipca 1923        | Partia Republikańska                                | Reelekcja w 1914                                                                                       | |
| 17    | William P. Dillingham | 23              | 18 października 1900 | 23 lipca 1923        | Partia Republikańska                                | Reelekcja w 1920 Zmarł w trakcie pełnienia urzędu w 1923                                               | |
| Wakat | Wakat                 | Wakat           | 23 lipca 1923        | 7 listopada 1923     |                                                     | 23 | |
| 18    | Porter H. Dale        |                 | 7 listopada 1923     | 6 października 1933  | Partia Republikańska                                | 23 | Wybrany do dokończenia kadencji w wyborach specjalnych w 1923                                                                                               |
| 18    | Porter H. Dale        | 24              | 7 listopada 1923     | 6 października 1933  | Partia Republikańska                                | Reelekcja w 1926                                                                                       | |
| 18    | Porter H. Dale        | 25              | 7 listopada 1923     | 6 października 1933  | Partia Republikańska                                | Reelekcja w 1932 Zmarł w trakcie pełnienia urzędu w 1933                                               | |
| Wakat | Wakat                 | Wakat           | 6 października 1933  | 21 listopada 1933    |                                                     | 25 | |
| 19    | Ernest Willard Gibson |                 | 21 listopada 1933    | 20 czerwca 1940      | Partia Republikańska                                | 25 | Mianowany do kontynuowania kadencji w 1933 Wybrany do dokończenia kadencji w wyborach specjalnych w 1934                                                    |
| 19    | Ernest Willard Gibson | 26              | 21 listopada 1933    | 20 czerwca 1940      | Partia Republikańska                                | Reelekcja w 1938 Zmarł w trakcie pełnienia urzędu w 1940                                               | |
| Wakat | Wakat                 | Wakat           | 20 czerwca 1940      | 24 czerwca 1940      |                                                     | 26 | |
| 20    | Ernest W. Gibson Jr.  |                 | 24 czerwca 1940      | 5 listopada 1940     | Partia Republikańska                                | 26 | Mianowany do kontynuowania kadencji ojca w 1940 Zrezygnował po wyborze następcy                                                                             |
| Wakat | Wakat                 | Wakat           | 20 czerwca 1940      | 24 czerwca 1940      |                                                     | 26 | |
| 21    | George Aiken          |                 | 10 stycznia 1941     | 3 stycznia 1975      | Partia Republikańska                                | 26 | Wybrany do dokończenia kadencji w wyborach specjalnych w 1940 Objął urząd po dokończeniu kadencji gubernatora                                               |
| 21    | George Aiken          | 27              | 10 stycznia 1941     | 3 stycznia 1975      | Partia Republikańska                                | Reelekcja w 1944                                                                                       | |
| 21    | George Aiken          | 28              | 10 stycznia 1941     | 3 stycznia 1975      | Partia Republikańska                                | Reelekcja w 1950                                                                                       | |
| 21    | George Aiken          | 29              | 10 stycznia 1941     | 3 stycznia 1975      | Partia Republikańska                                | Reelekcja w 1956                                                                                       | |
| 21    | George Aiken          | 30              | 10 stycznia 1941     | 3 stycznia 1975      | Partia Republikańska                                | Reelekcja w 1962                                                                                       | |
| 21    | George Aiken          | 31              | 10 stycznia 1941     | 3 stycznia 1975      | Partia Republikańska                                | Reelekcja w 1968 Nie starał się o reelekcję w 1974                                                     | |
| 22    | Patrick Leahy         |                 | 3 stycznia 1975      | 3 stycznia 2023      | Partia Demokratyczna                                | 32 | Wybrany w 1974 |
| 22    | Patrick Leahy         | 33              | 3 stycznia 1975      | 3 stycznia 2023      | Partia Demokratyczna                                | Reelekcja w 1980                                                                                       | |
| 22    | Patrick Leahy         | 34              | 3 stycznia 1975      | 3 stycznia 2023      | Partia Demokratyczna                                | Reelekcja w 1986                                                                                       | |
| 22    | Patrick Leahy         | 35              | 3 stycznia 1975      | 3 stycznia 2023      | Partia Demokratyczna                                | Reelekcja w 1992                                                                                       | |
| 22    | Patrick Leahy         | 36              | 3 stycznia 1975      | 3 stycznia 2023      | Partia Demokratyczna                                | Reelekcja w 1998                                                                                       | |
| 22    | Patrick Leahy         | 37              | 3 stycznia 1975      | 3 stycznia 2023      | Partia Demokratyczna                                | Reelekcja w 2004                                                                                       | |
| 22    | Patrick Leahy         | 38              | 3 stycznia 1975      | 3 stycznia 2023      | Partia Demokratyczna                                | Reelekcja w 2010                                                                                       | |
| 22    | Patrick Leahy         | 39              | 3 stycznia 1975      | 3 stycznia 2023      | Partia Demokratyczna                                | Reelekcja w 2016 Nie starał się o reelekcję w 2022                                                     | |
| 23    | Peter Welch           |                 | 3 stycznia 2023      | nadal                | Partia Demokratyczna                                | 40 | Wybrany w 2022 |